# Mémorial Marco Pantani 2016
Le Mémorial Marco Pantani 2016 est une course d'un jour de catégorie 1.1 disputé le 17 septembre autour de Cesenatico en Italie, et fut remporté par Francesco Gavazzi. 

## Présentation

### Équipes
| WorldTeam- Lampre-Merida Équipes continentales professionnelles (8)- Bardiani CSF - Androni Giocattoli-Sidermec - Fortuneo-Vital Concept - CCC Sprandi Polkowice - Caja Rural-Seguros RGA - Wilier Triestina-Southeast - Gazprom-RusVelo - Nippo-Vini Fantini Équipes continentales (12)- Lokosphinx - Parkhotel Valkenburg Continental - Hrinkow Advarics Cycleang - Dimension Data-Qhubeka - GM Europa Ovini - Unieuro Wilier - Tirol - Norda-MG.Kvis - Kolss-BDC - Amore & Vita-Selle SMP - Meridiana Kamen - D'Amico Bottecchia |
| |

### Classement général
| \| Classement général \| Classement général \| Classement général \| Classement général \| Classement général \| \| Coureur \| Coureur \| Pays \| Équipe \| Temps \| \| ------------------ \| ------------------ \| ------------------ \| --------------------------- \| ------------------ \| \| 1er \| Francesco Gavazzi \| Italie \| Androni Giocattoli-Sidermec \| \| \| 2e \| Matteo Busato \| Italie \| Wilier Triestina-Southeast \| \| \| 3e \| Paolo Totò \| Italie \| Norda-MG.Kvis \| \| \| 4e \| Manuele Mori \| Italie \| Lampre-Merida \| \| \| 5e \| Marco Tizza \| Italie \| D'Amico Bottecchia \| \| |                   |        |                             |       |
| |                   |        |                             |       |
| Source : ProCyclingStats |                   |        |                             |       |
| Classement général |                   |        |                             |       |
| Coureur | Coureur           | Pays   | Équipe                      | Temps |
| 1er | Francesco Gavazzi | Italie | Androni Giocattoli-Sidermec |       |
| 2e | Matteo Busato     | Italie | Wilier Triestina-Southeast  |       |
| 3e | Paolo Totò        | Italie | Norda-MG.Kvis               |       |
| 4e | Manuele Mori      | Italie | Lampre-Merida               |       |
| 5e | Marco Tizza       | Italie | D'Amico Bottecchia          |       |

## UCI Europe Tour
Le Mémorial Marco Pantani 2016 est une course faisant partie de l'UCI Europe Tour 2016 en catégorie 1.1, les 25 meilleurs temps du classement final emporte donc de 125 à 3 points.
| Position | 1er | 2e | 3e | 4e | 5e | 6e | 7e | 8e | 9e | 10e | 11e | 12e | 13e | 14e | 15e | 16e | 17e | 18e | 19e | 20e | 21e | 22e | 23e | 24e | 25e |
| -------- | --- | -- | -- | -- | -- | -- | -- | -- | -- | --- | --- | --- | --- | --- | --- | --- | --- | --- | --- | --- | --- | --- | --- | --- | --- |
| PTS UCI  | 125 | 85 | 70 | 60 | 50 | 40 | 35 | 30 | 25 | 20  | 15  | 10  | 5   | 5   | 5   | 3   | 3   | 3   | 3   | 3   | 3   | 3   | 3   | 3   | 3   |